# Stazione di Fukushima (Fukushima)
La Stazione di Fukushima (福島駅?, Fukushima-eki) è una stazione ferroviaria di Fukushima, capoluogo dell'omonima prefettura, situata nella regione del Tōhoku.

## Linee
East Japan Railway Company
■ Linea principale Tōhoku
■ Tōhoku Shinkansen
■ Yamagata Shinkansen
■ Linea principale Ōu
Abukuma Express
■ Linea Abukuma Express
Fukushima Trasporti
■ Linea Iizaka